# Paul Leschhorn
Paul Leschhorn (9 octobre 1876 à Metz - 21 septembre 1951 à Constance), est un graveur et peintre allemand.

## Biographie
Paul Leschhorn naît à Metz le 9 octobre 1876, peu après l’annexion allemande, son père, un ingénieur de Sarrebruck, venant de s’y installer. Doué pour le dessin, Paul Leschhorn commence sa formation à l'âge de dix-sept ans, à l'école des arts appliqués de Strasbourg. 
Paul Leschhorn commencera donc sa carrière comme artiste décorateur, mais se distinguera rapidement de ses camarades. Il ne sera que peu influencé par le Jugendstil. Il partage son goût pour la nature avec son contemporain Hans Neumann (1873 - 1957), mais surpasse souvent son style purement décoratif. Rompant avec l’historicisme du XIXe siècle, le jeune Leschhorn est influencé par l’art d’Extrême-orient. À partir de 1900, il puise son inspiration dans les Vosges toutes proches, dont les paysages enneigés évoquent les estampes japonaises, comme en témoigne sa vue sur le Hohneck. En 1903, Paul Leschhorn complète sa formation à l’école des Beaux-arts de Karlsruhe, en dessin avec Ernst Schurth, puis en gravure avec Walter Tonz. Pendant cette période, il réalise notamment Bauwerk an felsiger Küste, Wanderweg mit Felsüberhang in Ramstein Niederbronn, Felsen mit Bäumen und Berg s’imposant comme un artiste paysagiste. Après la Première Guerre mondiale, Paul reste à Strasbourg, protégé de l'expulsion en tant que sarrois alors annexée par la France, malgré l’opposition de certains de ses collègues alsaciens, qui le considèrent comme un artiste allemand. 
Entre 1924 et 1931, il séjourne souvent en Corse, faisant commerce d’antiquités chinoises entre Marseille et Strasbourg. De retour en Alsace, il exécute de nombreuses gravures sur bois d’après des œuvres religieuses de maîtres allemands de la Renaissance. En 1938, Paul et son épouse Anna Leschhorn quittent Strasbourg pour Francfort-sur-le-Main. Ils reviennent en Alsace en 1941. Le 3 mai 1941, Paul Leschhorn reçoit le Prix « Erwin von Steinbach » de l'Université de Fribourg. De nationalité allemande, le couple Leschhorn est expulsé d'Alsace en 1945; ils s'installent à Allensbach, près du lac de Constance. 
Paul Leschhorn meurt à Constance, dans le sud de l’Allemagne, le 21 septembre 1951 .

## Sources
- Meister des Farbholzschnitts Paul Leschhorn, Article du Frankfurter Rundschau du  12 janvier 1957.
- Der Maler Graphiker Paul Leschhorn, Verlag Müller, Karlsruhe Baden, mars 1943.
- Discours du professeur Müller-Blattau pour la remise du Prix "Erwin von Steinbach" de l'Université de Fribourg-en-Brisgau à Paul Leschhorn le 3 mai 1941.